# Compsophorus corrugatus
Compsophorus corrugatus är en stekelart som först beskrevs av Tosquinet 1896.  Compsophorus corrugatus ingår i släktet Compsophorus och familjen brokparasitsteklar. Utöver nominatformen finns också underarten C. c. angolensis.